# 旺德伊
旺德伊（法語：Vendeuil，法語發音：[vɑ̃dœj]）是法国上法蘭西大區埃纳省的一个市镇，属于圣康坦区。

## 地理
旺德伊（49°42'57"N, 3°21'6"E）面积14.45 平方千米，位于法国上法蘭西大區埃纳省，该省份为法国北部内陆省份，北起北部省，西接索姆省和瓦兹省，东临阿登省和马恩省，西南至塞纳-马恩省，东北部与比利时接壤。
与旺德伊接壤的市镇（或旧市镇、城区）包括：伯奈、布里赛-舒瓦尼、利方丹、马约、莫伊德莱讷、勒米尼、特拉沃西。

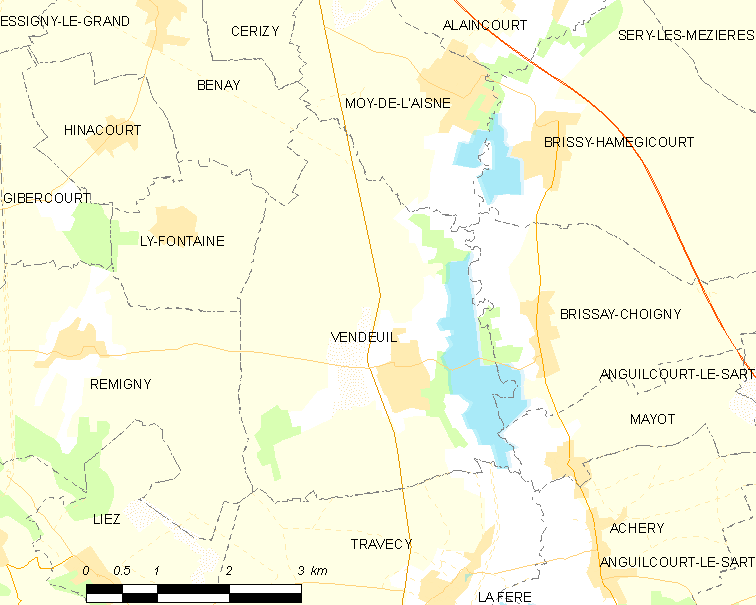
旺德伊的OSM定位图

旺德伊的时区为UTC+01:00、UTC+02:00（夏令时）。

## 行政
旺德伊的邮政编码为02800，INSEE市镇编码为02775。

## 政治
旺德伊所属的省级选区为里布蒙县。

## 人口

1962-2008年间旺德伊人口变化图示

旺德伊于2022年1月1日时的人口数量为926人。